# جیمز بنسن اروین
جیمز بنسن اروین (به انگلیسی: Jemes Irwin) (زاده ۱۹۳۰-مرگ ۱۹۹۱) یک فضانورد آمریکایی بود. او با آپولو ۱۵ در چهارمین سفرش به ماه سفر کرد و هشتمین انسانی بود که بر آن قدم زد و اولین نفر از آن فضانوردان بود که درگذشت.